# Hynčice (Vražné)
Hynčice (německy Heinzendorf) je část vesnice na území Slezska, administrativně část obce Vražné, nedaleko města Odry v okrese Nový Jičín. Součástí obce Vražné se Hynčice nedobrovolně staly k 1. září 1953.

## Památky

### Rodný dům Johanna Gregora Mendela
V domě čp. 69 se v r. 1822 narodil Johann Gregor Mendel, opat augustiniánského kláštera na Starém Brně a zakladatel genetiky. V budově, v současné době spravované obcí Vražné, je expozice věnovaná Mendelovi a Moravskému Kravařsku.